# Халлер (герб)
Халлер (пол. Haller) — польский дворянский герб.

## Описание
В четверочастном щите в 1-й и 4-й частях в золоте по три зелёных листка клевера — 2 и 1; во 2-й и 3-й червлёных золотое стропило.
Щит увенчан дворянскими шлемом и короной. Нашлемник: три страусовых пера — среднее серебряное, правое зелёное, левое червлёное. Намёт на щите зелёный и красный, подложенный золотом.

## Герб используют
Haller von Hallenburg:
- Станислав Халлер — генерал, польский военный деятель.
- Юзеф Халлер— австрийский офицер, польский генерал.